# Politikin Zabavnik
Politikin Zabavnik[a] je srpski časopis koji uživa kultni status u pop kulturi Srbije i bivše Jugoslavije. Prvi broj izašao je 28. veljače 1939. U početku je tiskan u obliku dnevnih novina, a izlazio je dvaput tjedno, utorkom i petkom. Trenutačno izlazi jednom tjedno, petkom. Jednu trećinu časopisa čine stripovi, dok druge dvije sadrže članke o znanosti, prirodi, povijesti, umjetnosti, glazbi, interesantnim događajima iz života, i često su pisani u zabavnom duhu. Slogan časopisa je Za sve od 7 do 107.  U 2006. godini proglašen je srpskim „superbrendom“.

## Povijest

### Predratne godine (1939. – 1941.)
Prvobitno uredništvo lista činili su novinari beogradske izdavačke kuće "Politika", na čelu s Vladislavom Ribnikarom, Dušanom Dudom Timotijevićem i Živojinom Batom Vukadinovićem. Oni su bili entuzijasti oko kojih se okupljala srbijanska intelektualna ljevica kasnih 1930-ih godina. Njihova zamisao je bila napraviti časopis koji će se sastojati od romana, priča i stripova. 31. prosinca 1938. dnevne novine Politika objavile su javni natječaj za ime novog izdanja. Od 34 998 pristiglih kupona, jedna petina glasala je za naziv „Politikin Zabavnik“. Službenom kumom Politikinog Zabavnika proglašena je tada devetogodišnja Antonija Savić, čiji je kupon izvučen iz bubnja. Prvi broj časopisa izašao je 28. veljače 1939. Tiskan je u obliku berlinera (31×47 cm). Imao je dvanaest stranica tiskanih crno-bijelo. Četiri od njih tiskane su s dodatkom crvene boje i njenih tonova. Koncept "Politikinog Zabavnika" bio je izbalansiran odnos između stripova i tekstova, poput romana, priča i zanimljivosti.
Kao urednik stripa, Duda Timotijević bio je glavni prevoditelj američkih dnevnih i nedjeljnih stripova. Bio je „kum“ mnogim Disneyevim junacima, dajući im srpska imena u odnosu na njihov fizički izgled. Pored Disneyjevih, Politikin Zabavnik objavljivao je i stripove kao što su: Džim iz Džungle (Jungle Jim), Pustolovine Malog Džonija (Ming Foo), Doživljaji male Ane (Little Annie Rooney), Usamljeni jahač (The Lone Ranger), Red Rajder (Red Ryder), Timbl Teatar (Thimble Theater), Reporter Harper (Curley Harper), Brik Bradford (Brick Bradford) i King iz sjeverne brigade (King of the Royal Mounted). Domaći autori su također zauzimali značajan prostor: Đorđe Lobačev (stripovi povezani sa srpskim folklorom – Baš Čelik i Čardak ni na nebu ni na zemlji), Moma Marković (Rista sportista – avanture beogradskih dječaka), Konstantin Kuznjecov (adaptacija Puškinovih priča – Skaska o zlatnom pijetlu i Bajka o caru Saltanu) i Sergej Solovjev (adaptacija R. L. Stivensonovog Otoka s blagom). Glavna razlika između Politikinog Zabavnika i konkurentskih strip izdavača, poput Mike Miša i Mikijevog carstva bili su tekstualni dijelovi, koji su sadržavali križaljke, romane, Robert Ripleyevu rubriku Vjerovali ili ne!, reportaže od znanosti do sporta i veliki broj kratkih, interesantnih i znanstvenih tekstova. Osim toga, imao je ekskluzivno pravo na, u to vrijeme u Srbiji jako popularne, stripove Walta Disneyja. 
Urednik tekstualnih dijelova bio je Bata Vukadinović. U Politikinom Zabavniku izlazili su romani Edgara Allana Poa, Marka Twaina, H. G. Wellsa i mnogih drugih poznatih pisaca.
Prosječan tiraž časopisa dostigao je brojku od 41.000 po izdanju, što je u to vrijeme bio ogroman broj. Bombardiranje Beograda u II. svjetskom ratu prekinulo je izdavanje časopisa. Posljednje predratno izdanje (broj 220) izašlo je 4. travnja 1941.

### Poslijeratne godine (1952. – 1967.)
Ubrzo nakon završetka rata, novi režim nije trpio stripove i zabranio je njihovo izdavanje. Obrazloženje je bilo da su stripovi proizvod kapitalizma. Međutim, nakon pada sovjetskog utjecaja u Titovoj Jugoslaviji, a naročito poslije sukoba sa Staljinom i perioda Informbiroa, zabrane vezane za kulturu počele su slabiti. Prvo je počelo s karikaturama i animiranim filmovima, a nešto kasnije počelo se s objavljivanjem stripova u različitim izdanjima.
Sedam godina nakon završetka Drugog svjetskog rata nekadašnji izdavač Vladislav Ribnikar odlučuje ponovo pokrenuti časopis. Prvo posljeratno izdanje izlazi 5. siječnja 1952. Glavni i odgovorni urednik bio je Kosta Stepanović, a njegov prvi zamjenik Bogdan Popović, koji je kasnije također postao urednik. Prema legendi, čiju je istinitost danas teško dokazati, uvjeti za to stvorili su se nakon posjete atenskog predstavnika The Walt Disney Company Jugoslaviji. On je predložio Titu da dozvoli ponovno izdavanje stripa. „Što da ne, ja volim Paju Patka“, bio je navodno Titov odgovor. Ipak, činjenica je da su Disneyjevi junaci zauzimali značajan prostor u "Politikinom Zabavniku".

### Moderno doba (1968. – 1991.)
Prvi dan 1968. godine predstavljao je povijesni datum za časopis. Nikola Lekić, tadašnji glavni urednik, promijenio je format izdanja s novinskog u format časopisa (25×33 cm). Također, časopis je počeo izlaziti u boji. Još jedna značajna inovacija bio je strip u sredini časopisa. Ovaj dodatak sadržavao je dio kompletne epizode stripa podijeljene na 2-3 nastavka.
Od 1971. godine, "Politikin Zabavnik" počinje izlaziti i na latinici i na slovenskom jeziku, da bi na vrhuncu popularnosti dostigao tiraž od 330.000 primjeraka po broju (1975.). 1988. ponovno mijenja format, postajući nešto manji (21 × 30 cm).

### Politikin Zabavnik od 1990-ih do danas
Nakon raspada SFRJ, "Zabavnik" je tijekom 1990-ih nastavio izlaziti samo na ćirilici. Početkom siječnja 1993. "Politika" je na naslovnoj strani objavila naslov: „Sankcije proterale Paju, Mikija i ostale Diznijeve junake.“ Uvođenjem sankcija SR Jugoslaviji, Disneyjevi junaci prestali su izlaziti u svim "Politikinim" izdanjima. Tijekom trajanja sankcija, Pajo Patak koji prodaje novine, zaštitni znak koji se nalazi u gornjem desnom kutu časopisa uz njegov logo, bio je obojen u crno, tako da se mogla vidjeti samo njegova silueta. Nakon prestanka rata i sankcija Pajin lik je ponovno vraćen. "Politikin Zabavnik" je izrazio sličan protest i tijekom bombardiranja SRJ, kada je na crnoj naslovnoj strani osvanula glava Mickeya Mausa koji je šakama prekrio oči. Tijekom ratnih godina "Politikin Zabavnik" je često izlazio na lošijem papiru, manjem broju stranica, i na većem broju crno bijelih stranica nego ranije. Strip Mickey, koji je redovito izlazio na posljednjoj stranici, zamijenio je strip o mačku Garfieldu.
Početkom XXI stoljeća "Politikin Zabavnik" počinje izlaziti na finijem papiru, povećanom broju strana i kompletno u boji, što nikada prije nije bio slučaj. Danas "Politikin Zabavnik" izlazi na 68 stranica u dimenzijama 222 × 305 mm, iako ima i onih starijih čitatelja koji tvrde da današnja izdanja nisu ni približno slična starim jugoslavenskim izdanjima, što se može tumačiti i drugim vremenima, ali i drugačijem pristupu izdavača čitateljima, kao i čitatelja sâmom časopisu.

## Rubrike
Svaki broj sastoji se od stalnih i periodičnih rubrika i ostalih tekstova povezanih sa sadržajem časopisa.
Stalne rubrike:
- Vjerovali ili ne!
- Jeste li već čuli da... – interesantne činjenice
- Hogar strašni – strip
- Ma šta kažeš – smiješne i neobične pričice iz svakodnevnog života
- Život piše drame – tužne, srceparajuće priče iz života
- Zašto se kaže... – lingvistički tekstovi o korijenima i značenjima pojedinih reči
- Zabavnikove logičke zagonetke – logički i matematički problemi
- Strip – 12 – 15 strana jednog stripa koji izlazi u 2 – 4 nastavka[b]
- Enigmatika
- Zabavnikov ZOO – tekstovi o životinjama
- Za čitanje i uživanje – kratke priče poznatih pisaca
- Izumi, otkrića, dostignuća – tehnologija u službi nauke
- High Tech – članci o novim tehnološkim napravama
- Ja ♥ PTT – stranice za pisma čitatelja i odgovori na njihova pitanja vezana za najraznovrsnije teme
- Rekli su – poučne ili duhovite izjave poznatih i nepoznatih ljudi
- Garfield – strip

Povremene rubrike:
- Zabavnikov povijesni Zabavnik – duhovite priče iz povijesti
- Priče o pjesmama – tekstovi o glazbi
- Fantastika – fantastične, ili SF priče, koje uređuje Zoran Živković

## Stripovi
Tijekom godina, "Politikin Zabavnik" je objavio veliki broj stripova. Uglavnom američkih, francuskih, belgijskih ali i srbijanskih. Neki od najpoznatijih stripova često tiskanih u "Politikinom Zabavniku" su:
| - Asterix - Batman - Bernard Prince - Blacksad - poručnik Blueberry - Brick Bradford - Cocco Bill - Corto Maltese - Denis - Dick Tracy - Flash Gordon - He-Man - Iznogud - Tintin | - Jeremiah - Katzenjammer Kids - Talični Tom - Mandrak - Modesty Blaise - Popeye - Princ Valijant - Rahan - Rip Kirby - Tajni agent X-9 - Spirou et Fantasio - Superman - Fantom |

izvor: stripovi2.tripod.com  Arhivirana inačica izvorne stranice od 7. veljače 2012. (Wayback Machine), spisak stripova u brojevima od 1 do 2791  (ako nije drugačije navedeno)

## Ilustratori
Veliki broj tekstova u "Politikinom Zabavniku" propraćen je ilustracijama. One su rađene u različitim medijima. To su najčešće kombinacije slikarskih i crtačkih tehnika (olovka, tuš, tempera, akrilik i gvaš). S razvojem računala sve veći broj ilustratora radi ilustracije digitalno. U kolovozu 2007. godine u Muzeju primijenjene umjetnosti u Beogradu održana je izložba pod nazivom „Ilustratori Politikinog Zabavnika“ na kojoj je prikazano 367 radova 104 umjetnika. Tom prigodom kustos muzeja, Slobodan Jovanović, je izjavio: „Iako je svaki od autora dao "Zabavniku" svoj vizuelni pečat, zajedno su dali doprinos širenju radoznalosti, kreativnosti i vizuelnog razmišljanja, svojstvenom duhu "Politikinog zabavnika".“
Između ostalih za "Zabavnik" su ilustrirali: Đorđe Lobačev, Vladimir Žedrinski, Ratomir Ruvarac, Božidar Veselinović, Brana Jovanović, Zoran Petkanić Petko i Ljubomir Milojević Ljubac, Dobrosav Bob Živković, Rastko Ćirić, Aleksa Gajić, Boban Savić Geto, Darko Grkinić, Silva Vujović i mnogi drugi.

## Specijalna izdanja
Godine 1981. izlazi posebno izdanje pod nazivom Strip 81. Sljedeće godine ime mu je bilo Strip 82, a kao njegov prilog pojavljuje se Rock 82, iz koga će kasnije izrasti časopis Rock.

## Književna nagrada "Politikinog Zabavnika"
Književna nagrada "Politikinog Zabavnika" je nagrada koja se svake godine dodjeljuje piscu najbolje knjige za mlade, objavljene u prethodnoj godini. Nagrada je ustanovljena i prvi put dodijeljena 1980. (za 1979. godinu). Nagrada se dodjeljuje svake godine na godišnjicu Politike – 25. siječnja. Pravo učešća imaju sve knjige za mlade napisane na srpskom jeziku ili jeziku nacionalnih manjina u Srbiji.
Među piscima koji su je do sada osvojili su: Grozdana Olujić, Enes Kišević, Milovan Vitezović, Gradimir Stojković, Pavao Pavličić, Vladimir Stojšin, Branko V. Radičević, Slobodan Stanišić, Mirjana Stefanović, Milenko Maticki, Svetlana Velmar Janković, Vesna Aleksić, Vladimir Andrić, Igor Kolarov.

## Napomene
- Politikin Zabavnik svoje ime piše s oba velika početna slova. Vidjeti impresum lista.
- Broj stranica strip dodatka po broju znao je varirati.
- Zabavnik u impresumu ne navodi tiraž. U interviewu za tjednik Vreme, glavni urednik Zefirino Grasi kaže: „Početkom devedesetih tiskali smo oko 250.000 (tri izdanja bez slovenskog), a sad se to svelo na desetinu.“[7]

## Vanjske poveznice
- Službena stranica
- Prvi broj Politikinog Zabavnika  Arhivirana inačica izvorne stranice od 6. kolovoza 2011. (Wayback Machine)
- Članak povodom 70. godina Politikinog Zabavnika
- Zoran Janjetović: Hrvatska povijest na stranicama Politikina zabavnika, ČSP, br. 2., Zagreb, 2009., str. 346–366.
- Zoran Janjetović: Izgradnja kumulativnog identiteta: hrvatske teme u Politikinu zabavniku 1952.-1991., ČSP, br. 3., Zagreb, 2007., str. 515–529.